# Circuito Brasileiro de Voleibol de Praia Feminino Sub-17 de 2016
O Circuito Brasileiro de Voleibol de Praia Sub-17 de 2017, também chamado de Circuito Banco do Brasil de Vôlei de Praia Sub-17 foi a primeira edição da principal competição nacional de Vôlei de Praia na categoria Sub-17 na variante feminina, com apenas uma etapa realizada no período de 9 a 11 de setembro de 2016.

## Resultados

### Circuito Sub-17
| Evento                                                           | Ouro                       | Prata                     | Bronze                                | Quarto lugar                         |
| Etapa Rio de Janeiro, Rio de Janeiro 9 a 11 de setembro de 2016. | Laís Schuster Duda Girotto | Carol Gomes Aninha Santos | Anne Catherine Kolbow Nathália Bieler | Paola Cascardo Anna Beatriz Ferreira |